# Comando Espacial de Estados Unidos

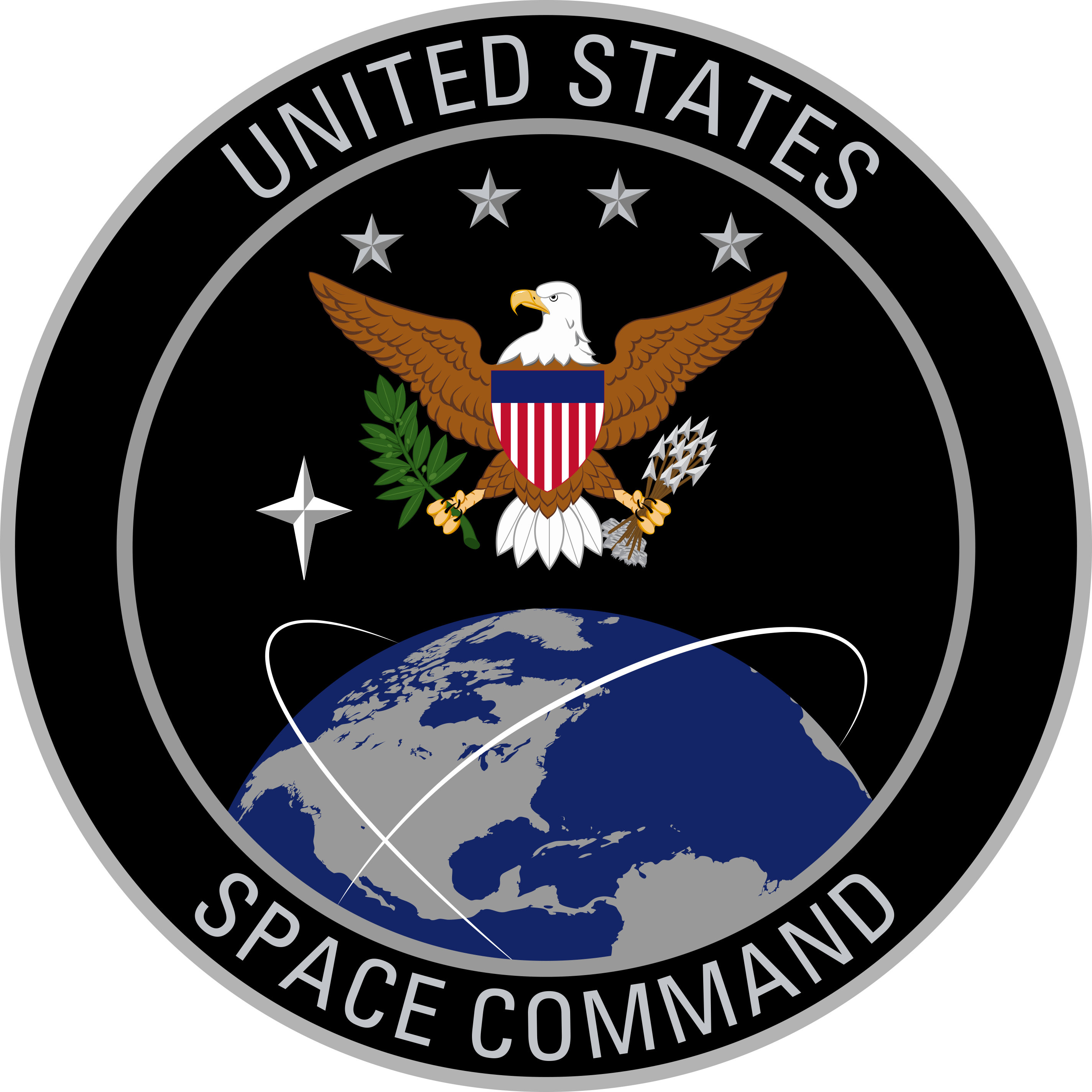
Logotipo de: USSPACECOM (Comando Espacial de Estados Unidos)

El Comando Espacial de Estados Unidos (en inglés: United States Space Command, o por sus acrónimos: USSPACECOM o SPACECOM) es un comando combatiente unificado del Departamento de Defensa de los Estados Unidos responsable de las operaciones militares en el espacio exterior, específicamente todas las operaciones a 100 kilómetros (62 millas) sobre el nivel medio del mar. El Comando Espacial de Estados Unidos es responsable del empleo operacional de las fuerzas espaciales proporcionadas por los servicios uniformados del Departamento de Defensa.
El Comando Espacial se creó originalmente en septiembre de 1985 para proporcionar comando y control conjuntos para todas las fuerzas militares en el espacio exterior y coordinarse con los otros comandos combatientes. El Comando Espacial se disolvió en 2002 y sus responsabilidades y fuerzas se fusionaron en el Comando Estratégico de Estados Unidos. El 29 de agosto de 2019 se estableció una segunda encarnación del Comando Espacial con un enfoque enfatizado nuevamente en el espacio como dominio de guerra.

## Objetivos
La misión del Comando Espacial es: "Llevar a cabo operaciones en, desde y a través del espacio para disuadir conflictos y, si es necesario, ultimar agresiones, brindar capacidad de combate espacial para la fuerza conjunta/combinada y defender los intereses vitales de los Estados Unidos junto con sus aliados y socios".